# Чернишовка (Ташлинський район)
Чернишо́вка (рос. Чернышовка) — село у складі Ташлинського району Оренбурзької області, Росія.

## Населення
Населення — 110 осіб (2010; 123 у 2002).
Національний склад (станом на 2002 рік):
- росіяни — 78 %